# Anna Součková
Anna Součková roz. Kozmanová (* 9. března 1956, Praha) je československá hráčka basketbalu. Je vysoká 186 cm. Je zařazena na čestné listině mistrů sportu. V roce 2015 zařazena do Síně slávy České basketbalové federace.

## Sportovní kariéra
Patřila mezi opory basketbalového reprezentačního družstva Československa, za které v letech 1977 až 1984 hrála celkem 233 utkání a má významný podíl na dosažených sportovních výsledcích. Zúčastnila se dvakrát kvalifikace na Olympijské hry 1980 (Varna, Bulharsko) - 8. místo a 1984 (Havana, Kuba) a tří Mistrovství Evropy 1980, 1981, 1983, na nichž získala bronzovou medaili za třetí místo v roce 1981. Na Mistrovství Evropy juniorek v roce 1975 (Vigo, Španělsko) s družstvem Československa získala titul mistryně Evropy.
V československé basketbalové lize žen hrála celkem 14 sezón (1974-1989) za družstvo VŠ Praha, s nímž získala v ligové soutěži čtyři tituly mistra Československa (1981-1985), dvakrát druhé místo (1975, 1981) a dvakrát třetí místo (1979, 1980). V letech 1981 až 1984 byla čtyřikrát vybrána jako basketbalistka roku a v letech 1978-1984 byla šestkrát vybrána do All-Stars - nejlepší pětice hráček československé ligy. Je na 4. místě v dlouhodobé tabulce střelkyň československé ligy žen za období 1963-1993 s počtem 5677 bodů.
S klubem VŠ Praha hrála 3 ročníky Poháru mistrů evropských zemí v basketbalu žen (PMEZ) , v sezónách 1983/84 prohra v semifinále proti Levski Spartak Sofia (Bulharsko), 1982/83 a 1984/85 účast ve čtvrtfinálové skupině. V Poháru vítězů pohárů (Ronchetti Cup) družstvo hrálo 7 ročníků (1975-1982), bylo vítězem poháru v roce 1976 vítězstvím nad Industromontaza Zagreb (68:51, 73:78), třikrát vyřazeno v semifinále 1977 od Minor Pernik, 1981 od Spartak Moskva a 1987 od FD Miláno (Itálie), třikrát hrálo ve čtvrtfinále (1975, 1979, 1982).  

## Sportovní statistiky

### Kluby
- 1974-1987 VŠ Praha, celkem 12 sezón a 9 medailových umístění: 4x mistryně Československa (1981-1985), 3x vicemistryně Československa (1975, 1981, 1987), 2x 3. místo (1979, 1980), 1x 4. místo (1978), 2x 5. místo (1976, 1977)
- 1987/88 Spartak Hradec Králové - 10. místo
- 1988/89 Slovan Orbis Praha - 9. místo
- 1981-1984: basketbalistka roku, 4x vyhlásila Československá basketbalová federace
- 1978-1984: All Stars - nejlepší pětka hráček ligy - zařazena 6x: od 1978/79 do 1983/84
- 2015 - zařazena do Síně slávy České basketbalové federace

### Evropské poháry
(je uveden počet zápasů (vítězství - porážky) a celkový výsledek v soutěži)
- S klubem VŠ Praha
- Pohár mistrů evropských zemí v basketbalu žen (PMEZ)
  - 1984 - v semifinále vyřazena od Levski Spartak Sofia (Bulharsko), 1983 a 1985 účast ve čtvrtfinálové skupině,
  - Celkem 3 ročníky poháru (1982-1985), 1x účast v semifinále, 2x ve čtvrtfinálové skupině
- Pohár vítězů pohárů - Ronchetti Cup
  - 1976 - vítěz poháru vítězstvím nad Industromontaza Zagreb (68:51, 73:78)
  - 3x vyřazení v semifinále 1977 (Minor Pernik), 1981 (Spartak Moskva) a 1987 (Feminille Deborah Miláno Itálie)
  - 3x účast ve čtvrtfinále (1975, 1979, 1982)
  - Celkem 7 ročníků (1974-1987), vítěz poháru (1976) , 3x prohra v semifinále (1977, 1981, 1987), 3x účast ve čtvrtfinále (1975, 1979, 1982)

### Československo
- Kvalifikace na Olympijské hry 1980 Varna, Bulharsko (121 bodů /10 zápasů) 8. místo , 1984 (126 /10) Havana, Kuba
- Mistrovství Evropy: 1980 Banja Luka. Jugoslávie (68 /7) 4. místo, 1981 Ancona, Itálie (61 /7) 3. místo, 1983 Budapešť (127 /6) 6. místo, celkem na 3 ME 256 bodů a 20 zápasů
- 1977-1984 celkem 233 mezistátních zápasů, na OH, MS a ME celkem 503 bodů v 40 zápasech
- 1975 - Mistrovství Evropy juniorek Vigo, Španělsko (52 /7), titul mistryně Evropy. Naše rozhodující vítězství proti: 2. Polsko 53:48, 3. Sovětský svaz 52:47